# Myristica tubiflora
Myristica tubiflora är en tvåhjärtbladig växtart som beskrevs av Carl Ludwig von Blume. Myristica tubiflora ingår i släktet Myristica och familjen Myristicaceae. Inga underarter finns listade i Catalogue of Life.